# Franziska Polanski
Franziska Polanski (* 1957) ist eine deutsche Schriftstellerin und Wissenschaftlerin.

## Leben
Franziska Polanski studierte Medizin, Theaterwissenschaft, Germanistik und Kunstgeschichte mit Promotion in Medizin 1985. Sie war mehrere Jahre Regieassistentin des Opernregisseurs und Bühnenbildners Jean-Pierre Ponnelle , u. a. bei den Salzburger Festspielen und der Verfilmung von Ponnelles  theatergeschichtlich bedeutender Cenerentola-Inszenierung.

## Wissenschaftliche Tätigkeit
Polanski leitete 2008 bis 2011 am Marsilius-Kolleg der Universität Heidelberg das Forschungsprojekt „Altersstereotype im kulturellen Gedächtnis“. Ihr Interesse gilt unbewussten Altersbildern und deren Bedeutung für Altersdiskriminierung. Sie suchte erstmals im deutschen Sprachraum, unbewusste Einstellungen zum Alter durch empirische Analyse von Karikaturen zu ermitteln. Aufbauend auf ihrer Forschung konzipierte und veranstaltet Polanski das Ausstellungsprojekt „Das Alter in der Karikatur“, das seit 2014 in Deutschland vielerorts gezeigt wird, u. a. in Landesministerien und im Abgeordnetenhaus von Berlin.  Mit der Ausstellung hinterfragt Polanski kritisch den Altersdiskurs und das gerontologische Modell des Aktiven Alters und regt zur verstärkten Reflexion über unbewusste Einstellungen zum Alter an.

## Schriftstellerische Tätigkeit
Bekannt wurde Polanski als Autorin vor allem durch ihre von 1985 bis 2000 regelmäßig erscheinenden Texte in der Süddeutschen Zeitung und ihre Bücher auf dem Gebiet von Humor und Satire. Ihre Texte erschienen auch in vielen anderen überregionalen Zeitungen und Zeitschriften wie der Frankfurter Rundschau, der Neuen Zürcher, im Rheinischen Merkur oder im SZ-Magazin. Sie schrieb in großer Zahl Hörstücke und Sendemanuskripte für Rundfunksender der ARD (SWR 2, HR 2, BR 2, NDR 2 Reißwolf), Minidramen für Theater und bekannte Kabaretts wie die Leipziger Pfeffermühle oder 1999 die Münchener Lach- und Schießgesellschaft und war Mitglied im Autorenteam bekannter Fernsehsendungen wie z. B. Kanal fatal und der Show Wie bitte?!. Beiträge von Polanski finden sich in Humor- und Satireanthologien bekannter Verlage im gesamten deutschsprachigen Raum und in Schul- und Lehrbüchern auch in den USA.
2017 erschien ihr Buch „Da lernt´ich wohl was Liebe sei - Richard Wagners Hunde“. Dieses wird als erste „gründlich recherchierte“ Darstellung des Spezialthemas bezeichnet und hat daher für die Wagnerrezeption Bedeutung.

## Publikationen

### Bücher
- Königsberger Klöpschen und andere höchstdramatische Szenen. Christmann Verlag, Ilsede 1991, ISBN 978-3-928656-81-8.
- Der verschluckte Fernseher. Ullstein Verlag, Berlin 1994, ISBN 978-3-548-23474-8.
- Herr Schneider platzt. Ullstein Verlag, Berlin 1994, ISBN 978-3-548-23354-3.
- Herr Schneider platzt, der verschluckte Fernseher und andere normale Zwischenfälle. Ullstein Verlag, Berlin 1995, ISBN 978-3-548-23809-8.
- Frau Schmöller schmollt und andere dramatische Szenen. Ullstein Verlag, Berlin 1995, ISBN 978-3-548-23644-5.
- Die Sketchwerkstatt. Augustus Verlag, Augsburg 1996, ISBN 978-3-8043-3050-4.
- Verzweifeln Sie bitte draußen! Minidramen und Satiren. Ullstein Verlag, Berlin 1997, ISBN 978-3-550-08246-7.
- Apokalypse light, Satiren-Szenen. Ullstein Verlag, Berlin 2000, ISBN 978-3-550-08325-9.
- Da lernt´ ich wohl, was Liebe sei, Richard Wagners Hunde. Implizit Verlag, Heidelberg 2017, ISBN 978-3-00-057808-3.

### Als Herausgeberin
- Ruhe im Stammbaum. Piper Verlag, München 1991, ISBN 978-3-492-11336-6.
- Wild auf Erfolg. Piper Verlag, München 1992, ISBN 978-3-492-11337-3.
- Das Alter in der Karikatur. Implizit Verlag, Heidelberg 2014, ISBN 978-3-00-046511-6.

### Hörbuch
- Sie schießen dann bitte ganz wie zu Hause. WortArt, Köln 2002, ISBN 978-3-7857-1194-1.
- Menschen bald so schlau wie Affen, Satiren und Absurdica. (Sprecher: Autorin, Franz Mazura). Wortundson Media, Heidelberg 2007, ISBN 978-3-00-022668-7.

#### Beiträge auf Hörbüchern (Auswahl)
- Sparmaßnahmen. In: Tresenlesen. Günther. Roofmusic, Bochum 1995.
- Häppchenschizophrenie, In: Tresenlesen. Das Auge liest mit. Roofmusic, Bochum 1997.
- Müllkontrolle. In: Gullywärts reisen. 73. Programm der Leipziger Pfeffermühle. Kabarett Leipziger Pfeffermühle, Leipzig 1997.
- Waidmannsheil und Fleischerei Suami. In: Deutsch mit Schuss, 43. Programm der Münchener Lach- und Schießgesellschaft. WortArt, Köln 1999, ISBN 978-3-931780-62-3.
- Biofernsehen. In: 50 Jahre Kabarett Leipziger Pfeffermühle. Teil 2. Leipzig 2004.